# I Love (싱글)
「i Love」(아이 러브)는 azusa의 1매째의 싱글이다. 2010년 7월 21일에 포니 캐니온으로부터 발매되었다.

## 개요
표제곡 「i Love」는 텔레비전 애니메이션 「아마가미 SS」의 전기 오프닝 테마에 기용되었다. 고교생의 퓨어한 연애를 그린 「아마가미 SS」인 것 같은, 상쾌한 반짝반짝감을 내는 것을 의식해 곡을 완성시켰다고 한다.
커플링의 2곡도 「아마가미 SS」의 세계관을 의식해 제작되었다. 「단순명쾌!」는 초식계 남자를 테마로 한 업 템포의 악곡으로, 실제로 남성을 이미지 시키는 베이스의 화음을 주축으로 하고 있다. 또한 azusa는 이전에도 몇 곡이나 솔로곡을 발표했지만, CD화는 이것이 처음이다.
디스크 자켓에는 고등학교로 계속되는 비탈길의 입구에 줄지어 있는 메인 히로인 6명의 일러스트가 그려져 있다.

### 주된 기록
2010년 8월 2일자의 오리콘주간 싱글 차트로 30위를 획득. 초동 매상은 2810매를 기록했다.

## 수록곡
(전작사·작곡: azusa, 편곡: azusa·t.sato)
1. i Love [4:22]
2. 단순명쾌!  [4:02]
3. 비밀의 방 [4:06]
4. i Love(Instrumental)

## 수록 앨범
| 곡명   | 앨범  | 발매일          |
| ------ | ----- | --------------- |
| i Love | azusa | 2011년 8월 31일 |

### 내용주
1. ↑  작품 무대에서의 작화상의 모델이 된 지바현 쵸시 시의 실재의 고교 보관됨 2012-01-20 - 웨이백 머신교사뿐만이 아니라 이쪽도 원이 된 풍경이 해당 고등학교에의 비탈길 입구에 존재한다.

### 참조주
1. 1 2  “「아마가미 SS」오프닝 테마를 노래하는 azusa 가 파미통. com 편집부에 내습!”. 《파미통. com》. 2010년 7월 2일. 2011년 1월 25일에 확인함.
2. ↑  azusa (2010년 7월 23일). “커플링의 이야기”. 《풋콩의 식탁》. 2011년 1월 11일에 확인함.
3. ↑  “2010년 8월 제 1주의 방악 싱글 랭킹 정보”. 《ORICON STYLE》. 오리콘. 2011년 2월 20일에 확인함.